# サルマゼニル
サルマゼニル（英：Sarmazenil、Ro15-3505）はベンゾジアゼピン系の薬物である。ベンゾジアゼピン受容体のインバースアゴニストとして作用し、ほとんどのベンゾジアゼピン系薬物とは反対の作用を引き起こし、不安惹起薬および痙攣誘発薬として作用する。獣医学では、ベンゾジアゼピン系鎮静薬の作用を反転させ、麻酔をかけた動物を速やかに再覚醒させるために使用される。